# Elegías de varones ilustres de Indias

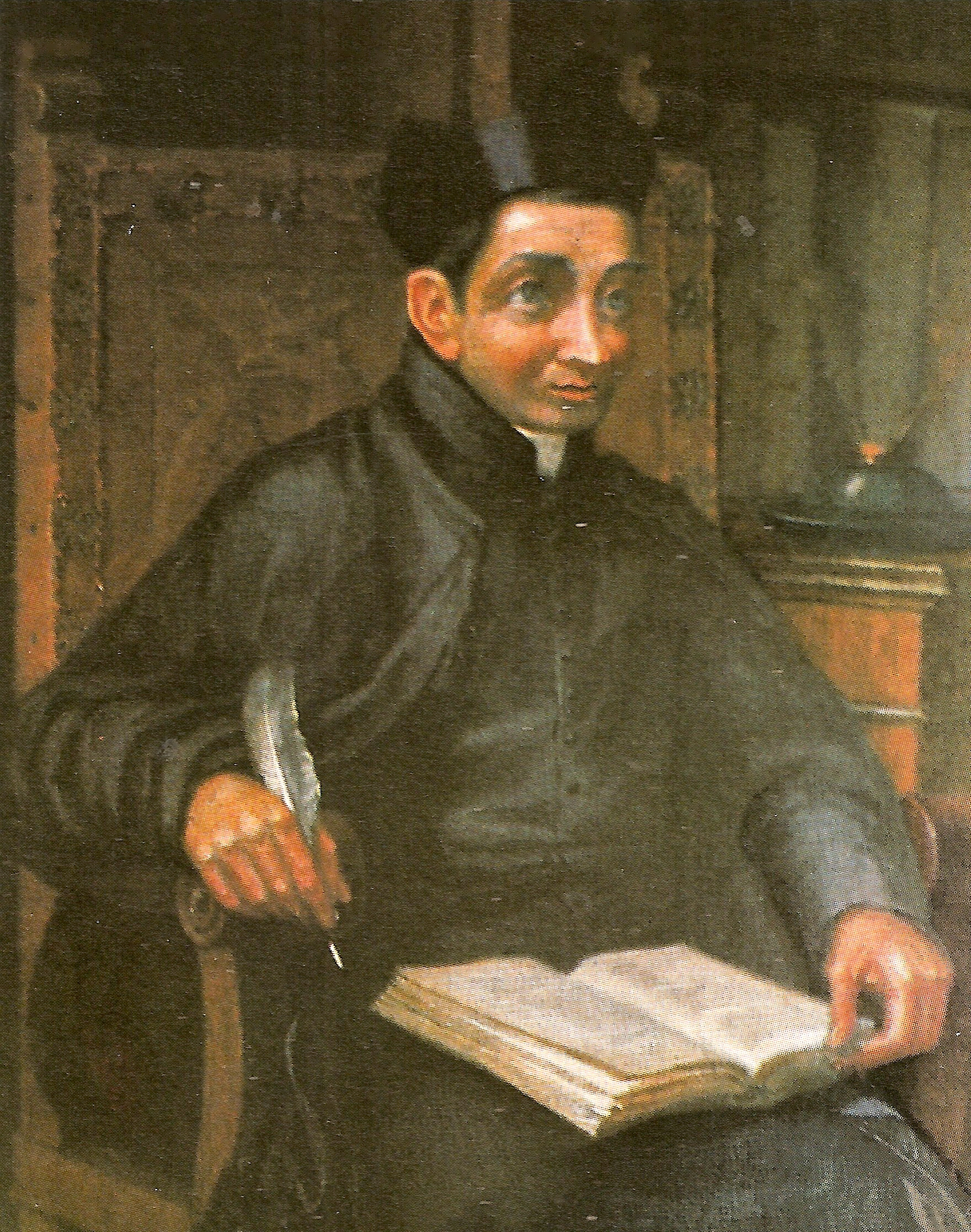
Juan de Castellanos.

Les Elegías de varones ilustres de Indias (Élégies des hommes illustres des Indes) sont un poème épique écrit à la fin du  XVIe siècle par le poète et chroniqueur espagnol, Juan de Castellanos,.
Ces élégies font un compte rendu détaillé de la colonisation des Caraïbes et des territoires actuels de la Colombie et du Venezuela. Elles décrivent les entreprises de colonisation et la fondation des villes  et donnent une représentation vivante des cultures autochtones et de l'histoire naturelle, faisant de ce texte une chronique importante des débuts de la colonisation espagnole de l'Amérique. Outre leur valeur historique, elles sont remarquables pour leur utilisation de plusieurs styles littéraires de l'époque de la Renaissance, notamment l'élégie, l'épopée, le conte de pèlerinage, la poésie pastorale, le roman de chevalerie et d'autres formes littéraires.
C'est dans cet ouvrage que paraît la première mention écrite de la pomme de terre (appelée turma, truffe) découverte en Colombie.